# Gustav Olofsson
Gustav Olofsson (* 1. Dezember 1994 in Borås) ist ein schwedischer Eishockeyspieler, der seit August 2021 bei den Seattle Kraken in der National Hockey League unter Vertrag steht und parallel für deren Farmteam, die Coachella Valley Firebirds, in der American Hockey League zum Einsatz kommt.

## Karriere
Gustav Olofsson wurde in Borås geboren, wuchs allerdings in Umeå und später in Kalifornien auf. Nach einer kurzzeitigen Rückkehr in seine schwedische Heimat ließ sich die Familie schließlich in Colorado nieder, wo er in seiner Jugend für die Colorado Thunderbirds in einer regionalen Nachwuchs-Liga spielte. Zum Ende der Saison 2011/12 wechselte der Verteidiger zu den Green Bay Gamblers in die United States Hockey League (USHL), die ihn im USHL Entry Draft 2011 an 29. Position ausgewählt hatten. Die Spielzeit 2012/13 war seine erste vollständige Saison in der höchsten Juniorenliga der Vereinigten Staaten, in der Olofsson auf 23 Scorerpunkte in 63 Spielen kam und anschließend ins USHL All-Rookie Team berufen wurde. In der Folge wurde er im NHL Entry Draft 2013 an 46. Position von den Minnesota Wild ausgewählt. Vorerst schrieb sich Olofsson allerdings am Colorado College ein und lief eine Saison lang für deren Eishockey-Team, die Tigers, in der National Collegiate Hockey Conference auf. Zudem vertrat er sein Heimatland über den Jahreswechsel erstmals auf internationalem Niveau, als er mit Schwedens U20-Auswahl bei der U20-Weltmeisterschaft 2014 die Silbermedaille gewann.

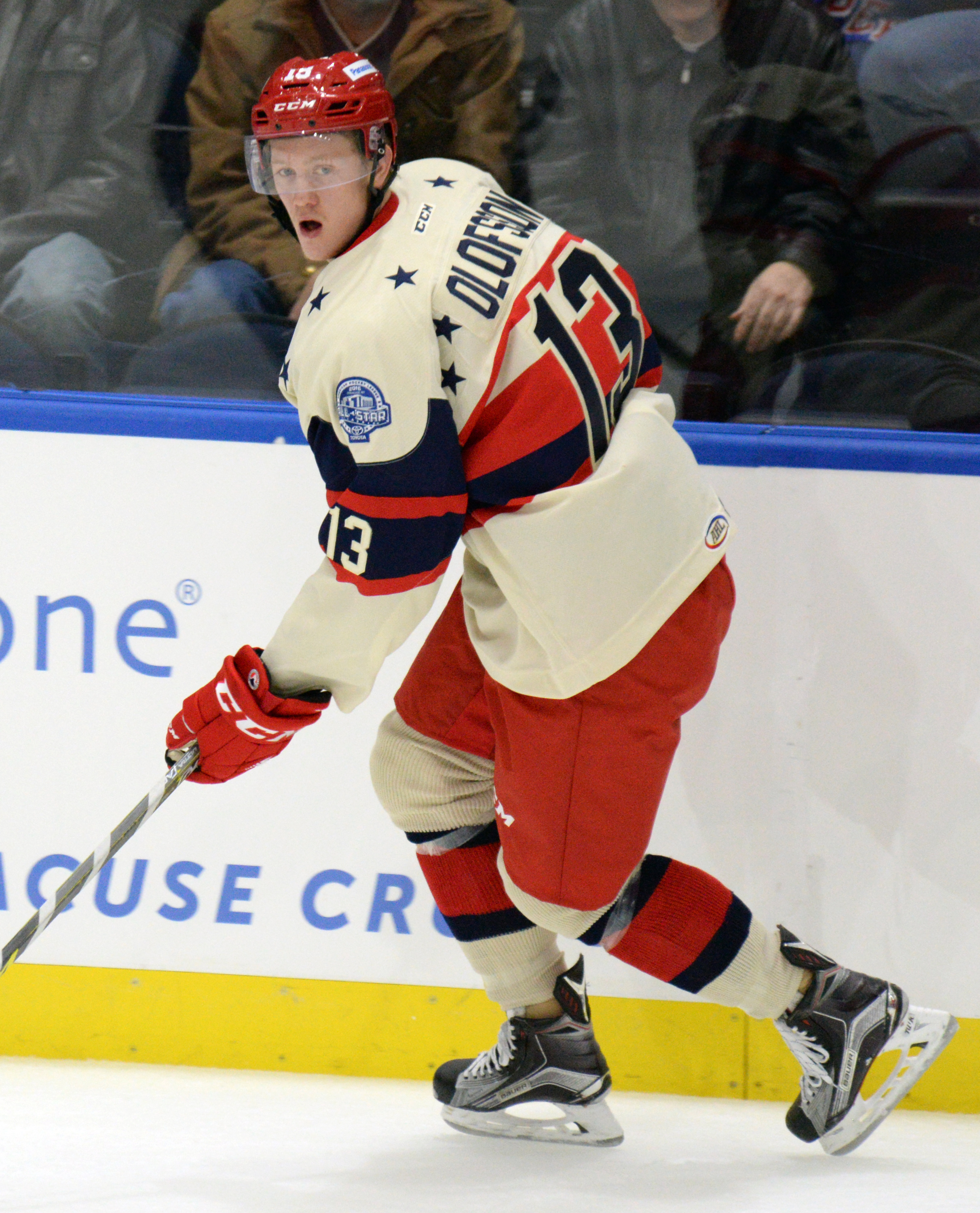
Gustav Olofsson beim AHL All-Star Classic 2016

Nach der Saison unterzeichnete er im März 2014 einen Einstiegsvertrag bei den Minnesota Wild und gab wenig später sein Profi-Debüt bei deren Farmteam, den Iowa Wild, in der American Hockey League. In Iowa begann der Abwehrspieler auch die Saison 2014/15, zog sich jedoch im ersten Spiel einen Riss des Labrum glenoidale in seiner linken Schulter zu und fiel für den Rest der Spielzeit aus. Somit absolvierte Olofsson erst 2015/16 seine erste komplette Profi-Saison, in der er zu 52 AHL-Einsätzen kam und dabei 17 Punkte erzielte. Außerdem debütierte er im November 2015 für die Minnesota Wild in der National Hockey League (NHL).
Mit Beginn der Spielzeit 2016/17 spielte der Schwede weiterhin hauptsächlich in der AHL und nahm dabei am AHL All-Star Classic teil, wurde allerdings regelmäßig zu Kurzeinsätzen ins NHL-Aufgebot der Wild berufen. Die Folgesaison verbrachte er schließlich komplett in Minnesota. Vor Beginn der Saison 2018/19 wurde er allerdings im Oktober an die Canadiens de Montréal abgegeben, während im Gegenzug William Bitten zu den Wild wechselte. Anschließend bestritt er in dieser Spielzeit jedoch nur zwei Partien für die Rocket de Laval in der AHL und fiel den Rest der Saison aufgrund einer Schulterverletzung aus.
Nach drei Jahren bei den Canadiens, die er abgesehen von drei NHL-Einsätzen in Laval verbrachte, wechselte im August 2021 als Free Agent zu den neu gegründeten Seattle Kraken.

## Erfolge und Auszeichnungen
- 2013 USHL All-Rookie Team
- 2014 Silbermedaille bei der U20-Weltmeisterschaft
- 2016 Teilnahme am AHL All-Star Classic

## Karrierestatistik
Stand: Ende der Saison 2023/24

### International
Vertrat Schweden bei:
- U20-Weltmeisterschaft 2014

(Legende zur Spielerstatistik: Sp oder GP = absolvierte Spiele; T oder G = erzielte Tore; V oder A = erzielte Assists; Pkt oder Pts = erzielte Scorerpunkte; SM oder PIM = erhaltene Strafminuten; +/− = Plus/Minus-Bilanz; PP = erzielte Überzahltore; SH = erzielte Unterzahltore; GW = erzielte Siegtore; 1 Play-downs/Relegation; Kursiv: Statistik nicht vollständig)

## Persönliches
Sein Bruder Fredrik Olofsson (* 1996) ist ebenfalls Eishockeyspieler und wurde im NHL Entry Draft 2014 an 98. Position von den Chicago Blackhawks ausgewählt.